# كلاي هاموند
كلاي هاموند (بالإنجليزية: Clay Hammond)‏ هو كاتب أغاني ومغني أمريكي، ولد في 21 يونيو 1936 في غروسبيك في الولايات المتحدة، وتوفي في 4 فبراير 2011 في هيوستن في الولايات المتحدة.